# Szerbia összeomlása 1915-ben

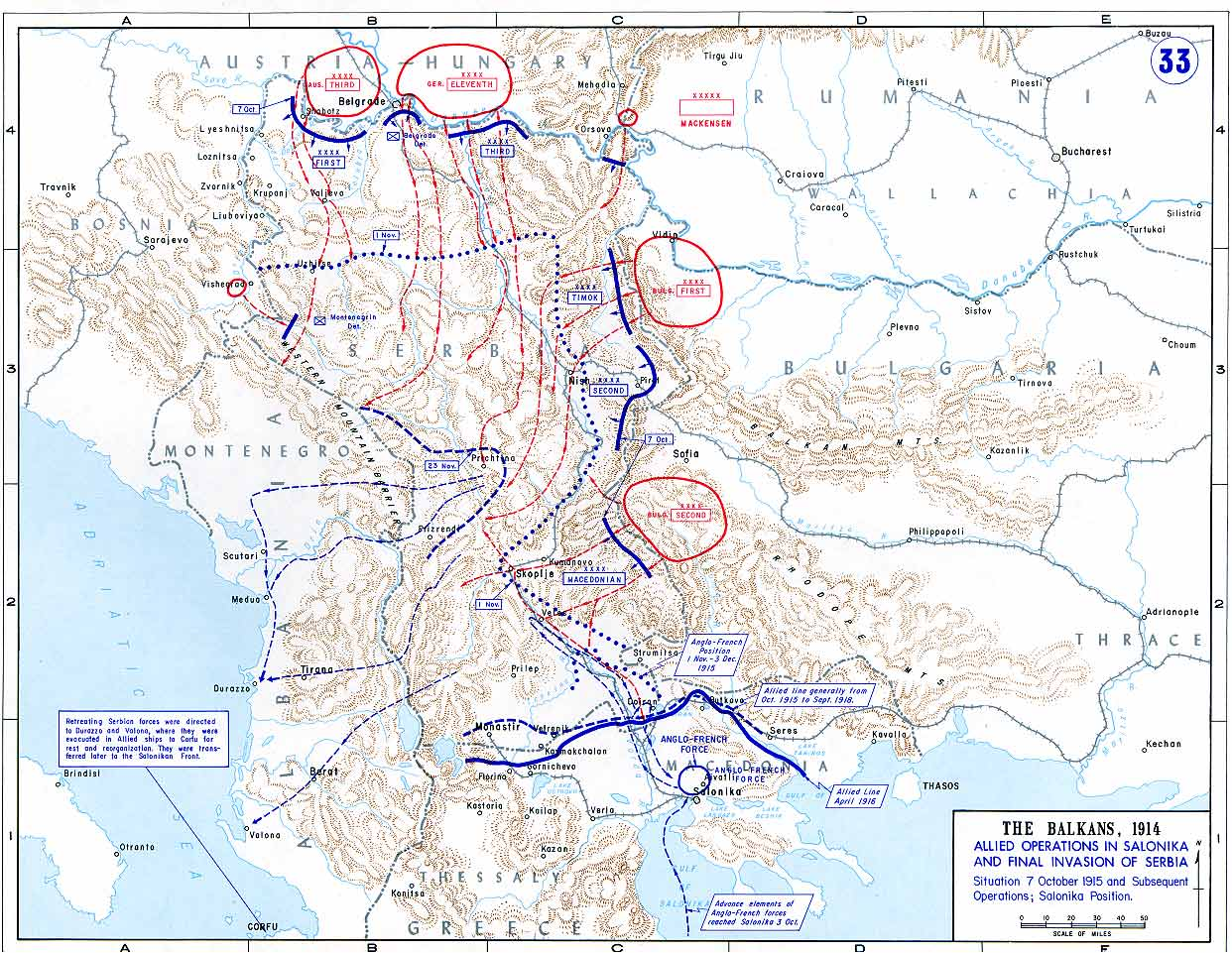
A Szerbia elleni hadműveletek 1915-ben

Szerbia 1915-re az összeomlás szélén állt. Egy évvel korábban ugyanis az Osztrák–Magyar Monarchia megtámadta és ezzel kitört az első világháború.

## Előzmények

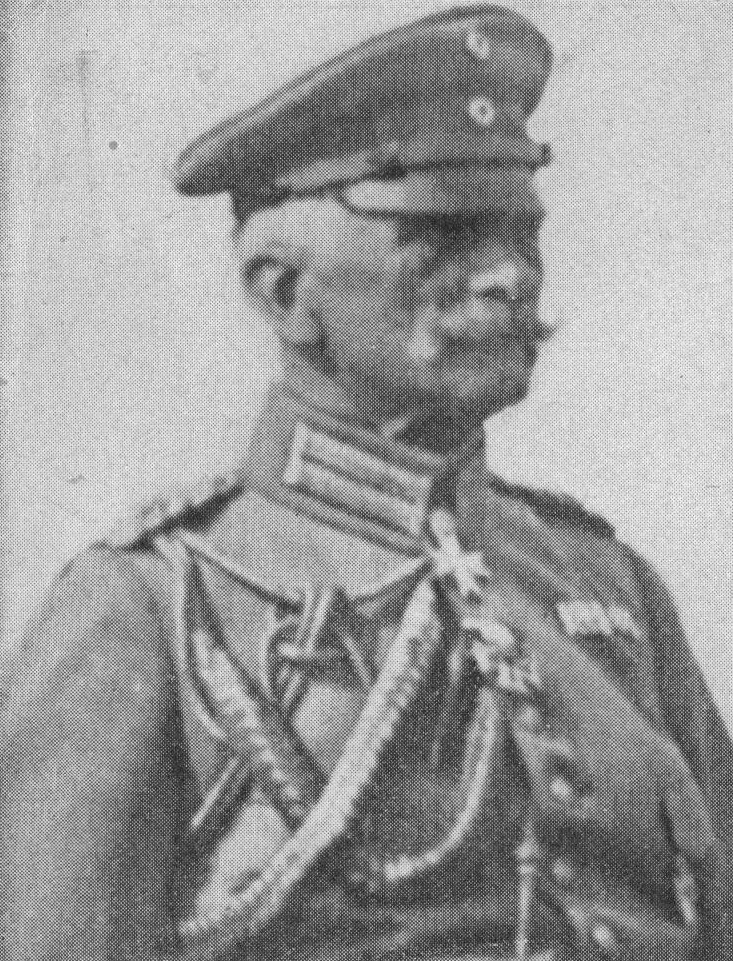
August von Mackensen német tábornok

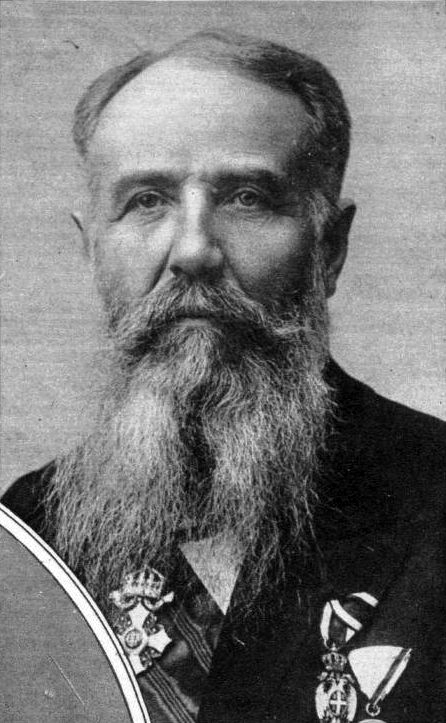
Nikola Pašić szerb miniszterelnök

1915 elején, miután a törökök vereséget szenvedtek a sarıkamışi csatában és a szuezi offenzívában, Erich von Falkenhayn, a német főparancsnok megpróbálta meggyőzni az osztrák-magyar vezérkar főnökét, Conrad von Hötzendorfot Szerbia elfoglalásának fontosságáról.
Ha a központi hatalmak elfoglalnák Szerbiát, a németeknek lenne egy vasútvonaluk, mely a Német Birodalomból indul, és az Osztrák–Magyar Monarchián keresztül egészen Konstantinápolyig ér. Így a németek képesek lennének hadianyagot, vagy akár katonákat küldeni, hogy segítsék az Oszmán Birodalmat. Szerbia azért is volt stratégiai terület, mivel Románia nem akart a központi hatalmakhoz csatlakozni (később egyébként az antanthoz csatlakozott).
Az Osztrák-Magyar Monarchia nem különösebben volt érdekelt az ügyben, bár szerették volna legyőzni Szerbiát. Számukra a legveszélyesebb ellenség Oroszország volt, és Olaszország hadbalépését követően a Monarchia hadereje teljesen le lett kötve.
II. Vilmos német császár, Ferenc József király és császár August von Mackensent bízta meg a hadjárat vezetésével.
Théophile Delcassé francia és Edward Grey angol külügyminiszterek kijelentették, hogy a központi hatalmak és Bulgária együttes támadása esetén Szerbiát támogatni fogják.
Nikola Pašić szerb miniszterelnök október 23-án kelt levelében leírja, hogy a bolgárok árulók, de az oroszok elpusztítják őket. Az angol és a francia erők is közel vannak Szerbiához. Ugyanakkor arról is meg volt győződve a szerb vezetés, hogy a Románia és Görögország a szerződések szerint rátámadnak Bulgáriára. Olaszország támogatására pedig nem számíthattak, mivel az antant az olaszoknak ígért pár dalmát szigetet és Triesztet, amit a szerbek is meg akartak szerezni.

### Bulgária belépése
Az antant és a központi hatalmak is szerették volna saját oldalukon bevonni a háborúba Bulgáriát. Bulgária és Szerbia két háborút is megvívott egymással az elmúlt 30 évben: az 1885-ös szerb–bolgár háborút és a második Balkán-háborút 1913-ban. Ennek következményeként a bolgár kormány, valamint a bolgár emberek úgy érezték, hogy a szerbek olyan területeket szereztek, amelyek Bulgáriához kellene, hogy tartozzanak. Így amikor a központi hatalmak felajánlották, hogy segítenek a területek visszaszerzésében, Bulgária az ő oldalukon lépett be a háborúba.
1915. szeptember 6-án a központi hatalmak és Bulgária megállapodott a támadásban, továbbá megállapodtak abban, hogy Németország 6, Ausztria-Magyarország 6 és Bulgária 4 hadosztállyal fog részt venni a hadjáratban.
I. Ferdinánd bolgár cár 1915. szeptember 23-án mozgósította csapatait.
A központiak fél milliós sereget állítottak ki, míg a szerbek 300 000 főt. Bár a britek és a franciák tárgyaltak nagyobb csapatok Szerbiába küldéséről, ez nem valósult meg, csak miután már késő volt. Mikor a bolgár mozgósítás megkezdődött, a franciák és a britek útnak indítottak két hadosztályt, de későn érkeztek meg a görögországi Szalonikibe. A késésben szerepet játszott a görög kormány háborúval kapcsolatos ellentmondásos nézete is.

## Felkészülés a hadjáratra

### Hadsereg
A központi hatalmak több mint 682 000 főt számláló sereg Mackensen tábornagy irányítása alatt állt. Mackensen szeptember 18-án Temesvárott átvette a hadsereg legfőbb parancsnokságát. Az egyes hadseregcsoportokat Kövess Hermann gyalogsági tábornok, Max von Gallwitz német tábornok, Kliment Bojadzsijev és Georgi Todorov bolgár tábornokok vezényelték.
A betegeskedő I. Péter szerb király átruházta a fiára, Sándorra a szerb hadsereg irányítását. A szerb hadsereg vezetői Putnik vajda, Stepa Stepanović, Živojin Mišić, Pavle Jurišić Šturm, Mihailo Živković, Ilija Gojković, Petar Bojović tábornokok és Miloš Vasić ezredes volt.

### Haditervek
A központi hatalmak terve az volt, hogy amíg a délkeleti bolgár hadsereg elállja a szerbek útját Szaloniki felé, ahol francia és angol erők szálltak éppen partra. Eközben a német, osztrák-magyar és bolgár haderők az északkeleti, keleti szerb–bolgár határon bekerítik a szerbeket és megadásra kényszerítik.

## Hadjárat

### A hadjárat kezdete
A központi hatalmak seregei október 5-én kezdték meg a támadást a tüzérséggel. Másnap a Drina, a Duna és a Száva mentén mindenhol szóltak az ágyúk. Ezen a napon Niš ünnepséggel várta a francia és angol csapatokat, de a lakosság így is félt. Belgrádot a támadás harmadnapján el is foglalták.
Ezen a napon a bolgárok is ultimátumot nyújtottak be a macedón területek rendezése miatt. A szerbek szerint egy esetleges bolgár támadás az antantot arra ösztökélte volna, hogy még jobban támogassák őket. Ezt követően, október 14-én a bolgár hadsereg is támadásba lendült.
A szerbek megsegítése helyett az oroszok nem tettek semmit, sőt a franciákkal és az angolokkal együtt diplomáciailag kudarcot vallottak. Úgy döntöttek, hogy Görögország semlegességének megsértésével Szalonikiben partra szállnak és Bulgárián keresztül foglalják el a Dardanellákat és a Boszporuszt. Ez a tervet Szerbiában néhányan elhitték, néhányan kétséggel fogadták, ugyanis ezzel a tervvel sikerült volna kivonatni a bolgár sereget az országból. Szerbia végül egyedül maradt.
A bolgár támadás két irányból történt. Az első hadsereg Bulgária északi részéről indult Niš irányába, a második hadsereg pedig délebbről indult Szkopje felé. Az osztrák, magyar, német csapatok ezen a napon már Belgrádtól, Szendrőtől délre voltak néhány kilométerre.

### Csaták
Az első bolgár hadsereg a moravai csatában legyőzte a második szerb hadsereget, a második bolgár hadsereg pedig szintén áttört a gyengébben képzett és rosszabbul felszerelt szerb védelmen, majd az Ovče Pole-i csatában elvágta a kulcsfontosságú Szalonikibe vezető vasúti összeköttetést. A bolgárok áttörésével a szerbek reménytelen helyzetbe kerültek. Az északon rekedt jelentősebb szerb haderőnek vissza kellett vonulnia, különben kénytelen lett volna megadni magát az őt körülvevő ellenségnek. Időközben az angolok és a franciák Veleszig jutottak el, de nem bírtak segíteni a szerbeken már.
A szerbek a hadifogoly tiszteket Prizrenből november 12-én továbbszállították. Ez volt a jele rigómezei csata előkészítésének. A szerbek még egy végső, elkeseredett próbálkozást tettek a két Szövetséges hadosztály bevetésére. Az volt a céljuk, hogy ezen az útvonalon vonulnak vissza Monasztiron át Szalonikibe, de ha ez nem lehetséges, akkor Albánián át az Adriai-tengerhez. A teljes kormányt, hadsereget és a lakosságot kellett valahogy eljuttatni külföldre. Másik terv szerint Üszkübnél vagy valahol máshol áttörik a központi hatalmak vonalát, majd egyesülnek az angol-francia sereggel és támadásba lendülnek. Mackensen is sejtette, hogy esélyük van a szerbeknek egyesülni a franciákkal és az angolokkal, ezért utasítást adott, hogy el kell zárni a mezőre vezető utakat, megsemmisíteni a bolgárok elleni támadásokat.
Délen a Babuna-szorosban, Monasztir irányában, keleten a Crna Gora- és Sár-hegység közti kacsaniki szorosban ill. a Crna Gora- és Goljak-hegység közti koncsulszki-szorosban készültek a bolgárok támadni Rigómezőre. Eközben északon Gallwitz német és Bojadzsev bolgár tábornok a Láb-folyó völgyében igyekeztek támadni, míg északnyugaton, Kövess hadserege nyomult előre Mitrovica felé.
Ekkor már I. Péter szerb király már Pristinában tartózkodott. Egyik nap magához hívatta a hadsereg vezetőit és az asztalon levő térképre mutatott: a szerbek harcvonala Kačanától a Binačka Morava folyóig húzódik északkeleti irányban. Rigómezővel szemben helyezkedik el, így az ellenség könnyen szétverheti a szerb csapatokat. Vissza kell rendelni ezért a balszárnyat Sitnica folyóig, ahol ha győzni nem is, védekezni lehet.
A támadást és a védekezést is megnehezítette a terepviszony. November 10-én téliesre fordult az időjárás: hófúvások, szélviharok voltak. Vasutak, utak hiányában a harcoló alakulatoknak élelem utánpótlása nem volt megoldott.
A támadás során a német–osztrák-magyar csapatok elfoglalták a Kopaonik hegységet és Novi Pazart. A bolgárok a giljanei magaslatokat, a končulski és a kačaniki szorosokat is bevették és 15 kilométerre voltak Pristinátó]. A Szerbek a moravai hadosztályt a déli hadsereg megerősítésére küldték, de hiába, mert a szerb ellentámadás összeomlott. A szerb előrenyomulást végül a Kliment Bojadzsev tábornok vezette bolgár csapatok állították meg, és szorították vissza.
A véres harcok Monasztirtól keletre 16 napon át tartottak a Babuna-szorosért. A szemben álló felek szuronyokkal harcoltak. November 18-án a bolgárok áttörték az arcvonalakat és nyitva állt az út Monasztir felé. A szerbeknek elfogyott az élelmük és a muníciójuk, mivel a francia-angol szövetségesektől semmit sem kaptak. A babunai bolgár győzelem megpecsételte a rigómezei csatát is. A szerbek legdélibb szárnyát elvágták a főhadtesttől, de a Novi Pazar-i balszárny is erre a sorsra jutott.
Todorov bolgár tábornok Üszkübben Bojović tábornokkal harcolt, aki jól tartotta magát, igaz visszavonulóban voltak Kačanik felé. Eközben a bolgárok is kimerültek, ezért a bolgár hadsereg főparancsnoksága lassúbb előrenyomulást rendelt el Todorovnak. Bojovićnak továbbra is tartania kellett magát, azonban egy komoly tévedése volt: azt gondolta, hogy a francia-angol hadsereg segíteni fog rajta, amely felsorakozott Doiránnál.

#### Rigómezei csata
A rigómezei csatát a szerbek magukra hagyatottan vívták meg. A szerb hadsereg főparancsnoksága a moravai hadosztállyal a Goljak-hegység párkányain levő bolgár állásokat támadtatta meg, hogy segítsen Bojović csapatain, de ez a támadás is vereséggel zárult. November 22-én a szerbek arcvonala Rigómezőre szorítkozott. A harcképes ember 100-120 ezer fő lehetett. A hadsereg Ferizovićnál, a Sitnica folyó bal partján, a Crnoljeva, Čičavica, Ribar keleti magaslatain, a Mokra-hegység déli részén rendezkedett be a védelemre. Kačaniktól Prizren felé vezető út két oldalán helyezkedett el Bojović tábornok hadserege, tőlük északra pedig Stepanović, Jurišić, Živković, Mišić tábornokok seregei. A Šar-hegységtől délre, Ohrid, Monasztir felé vezető utakon is folytak harcok, de ezek nem befolyásolták a rigómezei csata eseményeit.
A bolgárok eközben délkelet felől szorítják vissza a szerbeket. A bolgárok szeretnék elvágni ezt a hadtestet a főcsapattól, de ezt a szerbek felismerik, ezért Štimljénél csoportosítják az erőiket.
November 22-én Prizrenben Sándor trónörökös vezetésével a főparancsnokság tanácskozást tart. Ezen a tanácskozáson a kormány is részt vett, Putnik vajdát, aki nem tud járni, helyettese képviselte. A jelenlevők szerint a szerbek nem tudják hosszú ideig tartani a frontot, sőt ellentámadásba sem tudnak átmenni. Az ellenség már Monasztirban volt ekkor. A trónörökös szerint kétfelé lehet visszavonulni Shkodrába: Ljumkulán (Kulla e Lumës Kukës mellett) vagy Gjakován keresztül. Azok a csapatok, amelyek Rigómezőn harcoltak Ljumkula felé mennek, a másik csapat Ipek irányába Podgoricán keresztül megy el Shkodrába.
A legnagyobb gond a visszavonuláskor a terepviszony és az élelmezés volt. Sok, szűk átjárón kellett eljuttatni a vezérkari főnök által 200 ezer főre becsült hadsereget az Adriai-tengerhez, sőt az élelmezését is meg kellett oldani. A tengernél az élelmezést Pašić miniszter úgy képzelte el, hogy a szövetségesektől kapott értesülések szerint San Giovanni di Meduában elegendő mennyiségű élelmiszer van, így azzal nem lesz gond.
A tanácskozás után Putnik vajda megtudta az értekezés során az elhangzottakat, majd parancsot adott ki a hadseregcsoportnak, miszerint a szövetségesektől nem jött segítség, ezért a további harcot beszüntetik és visszavonulnak az albán hegyek közé.
Másnap, november 23-án délután a bolgárok és utánuk a németek bevonultak Pristinába, míg Kövess serege Mitrovicába. November 24-én kiadták a hadseregcsoportok útvonalait. Az első hadsereg Ipek–Berane–Andrijevica, a második Ipek–Plav–Andrijevica, míg a harmadik Ipek–Rugova–Andrijevica felé menekültek. Az új szerbiai hadsereg a Gjakova–Most–Puka–Shkodra; a timoki hadsereg pedig a Ljumkula–Debar–Sztruga–Elbasan–Durrës útvonalat használta.
A visszavonulás lassan történt, ez pedig a bekerítés veszélyét hozhatta volna magával. November 25-én a ferizovići állásokat is kiürítették a szerbek, majd a rákövetkező nap ennek a hadosztálynak az egyik dandárja már Prizren közelében volt. November 27-én Prizrenben és környékén káosz uralkodott. A helyiek tanácstalanok voltak, míg a katonák nem akartak tovább harcolni. Nem volt élelem, muníció. November 28-án Rigómezőn megtört a szerb hadsereg végső ellenállása. Bojović elrendelte a visszavonulást, ezzel véget ért a csata.

### A hadjárat vége

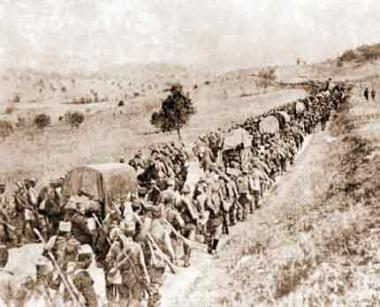
Albánia irányába visszavonuló szerb csapatok

November 29-én Prizrenbe a bolgárok ellenállás nélkül vonultak be. Ekkor a szerbek már útban voltak az Adriai-tengerhez. A visszavonuló szerb katonák és civilek közül sokaknak nem sikerült eljutniuk a partig, ugyanis a betegségek, az éhhalál és az albán törzsek támadásai következtében a szerbek létszáma folyamatosan csökkent.
A szerbek üldözését Mackensen a bolgárokra bízta. Az osztrák-magyar hadsereg megtámadta eközben Montenegrót, míg a németeket más frontokra helyezték át. A bolgárokkal Ljumkulánál ismét szembekerültek a szerbek, akik ismét vereséget szenvedtek és a bolgárok 17 000 hadifoglyot ejtettek.
December 4-én Monasztir, december 8-án Ohrid és Sztruga is a bolgárok birtokába került. Ezzel az eseménnyel Szerbia szinte teljes területe, kivéve a délkeleti részt, ahol az angol-francia csapatok állomásoztak, a központi hatalmak megszállása alá került. A hadjárat sikeres volt, míg Szerbia teljesen összeomlott.

## Következmények
A hadjárat végére 160 000 szerb katona esett fogságba, több százezer meghalt vagy megsebesült. Szerbia teljes megsemmisülése után a közigazgatás és több százezer ember a világháborúban semleges Görögországba menekült, köztük volt kb. 150 000 katona is, őket az antant a görögországi Korfu szigetére szállította. A szerb kormány Nikola Pašić vezetésével előbb az olaszországi Brindisibe menekült, majd szintén Korfura települt át.
A központi hatalmak folytatták hadműveleteiket a Balkánon. Először a Szerbiával szövetséges Montenegrót, majd a semleges Albánia északi és középső részét foglalták el, miközben Albánia déli része Valona kikötővárosa körül 1914 óta olasz megszállás alatt volt. 1916-tól a makedóniai frontra terelődött volna a hadjárat, ám az osztrák–magyar és a német hadvezetés elképzeléseinek ütközése miatt 1918-ig már nem folytak nagyobb harcok a Balkán déli részén.
1918 szeptemberében az antant támadásba lendült a Balkánon, és fokozatosan kiszorította a központi hatalmak seregeit onnan, mindenki visszaköltözhetett otthonába. Szerbia később, a világháború végén területeket kapott Bulgáriától és Magyarországtól.